# Hoàng Phi Hồng (loạt phim)
Hoàng Phi Hồng (tiếng Anh: Once Upon A Time In China) là loạt phim điện ảnh kinh điển của đạo diễn người Hongkong gốc Việt Từ Khắc (Tsui Hark). Với 6 phim được sản xuất từ năm 1991 đến 1997, Hoàng Phi Hồng khắc họa thành công rực rỡ hình tượng anh hùng dân tộc của Trung Hoa, "Mãnh hổ Quảng Đông" Hoàng Phi Hồng. Loạt phim đã đưa tên tuổi của các diễn viên Lý Liên Kiệt, Triệu Văn Trác, Quan Chi Lâm, Mạc Hiếu Thông, Hồng Hân Hân,... lên tầm hàng đầu châu Á.

## Phần
Loạt phim Hoàng Phi Hồng gồm 6 phim:
1. Hoàng Phi Hồng (1991);
2. Hoàng Phi Hồng II: Nam nhi đương tự cường (1992);
3. Hoàng Phi Hồng III: Sư vương tranh bá (1993);
4. Hoàng Phi Hồng IV: Vương giả chi phong (1993);
5. Hoàng Phi Hồng V: Long thành tiêm bá (1994);
6. Hoàng Phi Hồng VI: Tây vực hùng sư (1997), còn có tên là "Hoàng Phi Hồng ở Mỹ".